# Замок Бланкенштайн
Бланкенштайн (нем. Burg Blankenstein) — замок в одноимённом районе немецкого города Хаттинген (федеральная земля Северный Рейн — Вестфалия).

Замок находится на возвышенности на левом берегу реки Рур, которая является отрогом Рейнских сланцевых гор. Замок возвышается на 70-метровой высоте над долиной Рура.

## История

### Основание
В 1226 году за убийство архиепископа Кёльнского Энгельберта фон Берга был казнён граф Фридрих фон Изенбург, все замки, принадлежащие семейству Изенбург, были разрушены. Все владения фон Изенбургов были конфискованы в пользу Кёльнского архиепископства и семейства графов фон Марк.
Для обеспечения защиты новообретённых территорий граф Адольф I фон Марк возводит замок на голой скалистой горе над Руром (отсюда и название замка, которое в дословном переводе на русский язык означает "Чистый камень"). Место для замка было выбрано в 5,5 км северо-восточнее от разрушенного замка Изенбург, принадлежавшего семейству фон Альтена-Изенбург. С выбранного места не только открывался прекрасный обзор на долину Рура, но также имелась возможность контроля брода через Рур, что позволяло использовать замок в качестве контрольного пункта для торговцев и путешественников.
Первый камень в основание замка был заложен 12 мая 1226 года . Ранее была принята версия, что замок строился из каменных блоков, полученных в результате разрушения замка Изенбург, но эта версия скорее всего несостоятельна ввиду того, что, во-первых, камни при разрушении замка должны были быть сильно повреждены и хранить следы пожара, а, во-вторых, доставка камней из Изенбурга была бы слишком трудоёмкой, так как хорошей дороги между замками не было, а по реке камни пришлось бы транспортировать против течения. В документе, датированным 1243 годом, замок впервые упоминается как «castrum Blankensteene» (в переводе с латыни "castrum" — "небольшая крепость").

### XIII—XV века
Во времена графа Энгельберта I фон Марка (1249—1277 годы) дрост Бернд Битер расширяет и укрепляет замок Бланкенштайн. В это время сооружается т. н. башня графа Энгельберта. — полукруглая башня с воротами.
В это же время рядом с замком вырастает небольшая слобода, существующая и сегодня как улица под названием Freiheit. На праздник Троицы 1321 года при графе Энгельбертe II фон Марк Бланкенштайн получает городские права. Строительство замка никак не могло завершиться из-за непрекращающихся споров о наследстве между различными ветвями графов фон Марк. В первой половине XV века права на замок получил герцог Адольф I фон Клеве. При нём развернулось широкое строительство. К середине XV века замок имел три мощных башни — четырёхугольную, сохранившуюся и по сей день, круглую и башню Энгельберта, причём до сих пор неизвестно какая из башен являлась донжоном.
После смерти Адольфа I фон Клеве споры за наследство разгорелись с новой силой, пока в 1461 году права на замок не получил сын Адольфа I Иоганн I фон Клеве. При нём замок постепенно начал приходить в упадок и уже при его сыне Иоганне II казна замка стала совершенно пуста и ремонтные работы проводить было не на что. В 1494 году Иоганн II перебрался в Дортмунд и замок, таким образом, стал нежилым.

### XVII—XVIII века
В 1614 году в ходе Восьмидесятилетней войны замок Бланкенштайн занимается испанскими войсками. Испанский гарнизон занимает замок на долгие годы, периодически совершая из замка разбойничьи набеги на Бохум. Во время Тридцатилетней войны замок попеременно захватывался разными враждующими сторонами, что привело его к полному упадку.
В 1637 году дростом замка становится Иоганн Георг фон Сюберг и живёт в нём 10 лет, пока он не унаследовал замок Кемнаде. Во время войны за клевское наследство в 1651 году замок захватывается пфальц-нойбургскими войсками.
В результате многочисленных разрушений использование замка в военных целях стало невозможным. В 1589 году от пожара пострадал замок Кемнаде и камни на его ремонт берутся из замка Бланкештайн. В 1757 году во время Семилетней войны руины замка используются французскими войсками в качестве арсенала.
С 1768 года руины замка пытались продать через аукцион, пока в 1771 году их не приобрела семьи Вольфшаген и Кортвих для сдачи в аренду. Четырёхугольная башня используется в качестве жилья, при этом её верхний этаж разбирается и из освободившихся камней во дворе замка строится новый жилой дом.

### XIX—XX века
В 1860 году территорию замка выкупил торговец скобяными изделиями Густав фон Штайн для организации там фабрики по производству пряжи, которая заработала в 1863 году.
В 1865 году было проложено шоссе из Хаттингена в Бланкенштайн, что привело сюда много туристов. В 1864 году фон Штайн открыл ресторан в восточной части замка. Ресторан и фабрика были оформлены в стиле романтизма с множеством башенок, не несущих функциональной нагрузки. К 1900 году на всех старых фундаментах были выстроены новые здания. По воскресным и праздничным дням замок принимал до 3000 гостей в день.
23 сентября 1922 года город Бохум приобрёл замок за 1 бумажную марку. Изначально планировалось создать там молодёжную турбазу, но вместо этого сначала вновь был открыт ресторан, а затем вновь помещения сдавались в аренду.
Во время второй мировой войны башня замка использовалась в качестве огневой позиции зенитной артиллерии. От попадания снарядов в башне имелись множественные повреждения.
В 1949 году супружеская пара Вернер и Лени Раутеркус арендовала главную башню крепости, а также руины бывшей фабрики. Там они провели ремонтные работы для использования в жилых и производственных целях. Также в замке был создан «Цех прикладного искусства Лени Раутеркус». С 1950 года в замке разместилось «Общество друзей замка Бланкенштайн».
В 1949 году власти города Бохум дали разрешение на снос всех строений XIX-XX веков. В 1962 году в бывших помещениях цеха прикладного искусства снова открылся маленький ресторан. В 1971 году была отреставрирована башня и разрешён доступ посетителей. Для улучшения обзора с верхней площадки башни был прорежен лес вокруг замка.

## Архитектура
Замок имеет подковообразную в плане форму размерами 90×70 м. С северной стороны сохранился фрагмент крепостной стены. Четырёхугольная главная башня имеет периметр 9×9 м и высоту 26 м. Толщина стен составляет 3,4 м на нижних этажах и 2,5 м — на верхних. На верхнюю площадку ведёт лестничный ход шириной 0,65 м. Ширина въездных ворот — 2,8 м. Главная башня, крепостная стена, а также остатки стен с круглой башней относятся к столетию.
С южной стороны к воротам примыкает круглая башня с конической крышей. С севера к главной башне примыкает трехэтажное, прямоугольное в плане здание ресторана, построенное в XIX веке.
В юго-восточном углу замка находится башня с шатровой крышей, также относящаяся к XIX веку.
От всех остальных сооружений замка сохранились только фундаменты.